# Always Outnumbered, Never Outgunned
Always Outnumbered, Never Outgunned è il quarto album in studio del gruppo musicale britannico The Prodigy, pubblicato nel 2004 dalla XL Recordings. Si tratta dell'unico album del gruppo a non aver nessun contributo né da parte di Keith Flint né di Maxim Reality, rendendolo a quasi tutti gli effetti un album da solista di Liam Howlett.

## Tracce
1. Spitfire – 5:08 (Liam Howlett)
2. Girls – 4:07 (Liam Howlett, John Martinez, Francis Cooke, Hubert Barclay Eaves III, James Williams)
3. Memphis Bells – 4:28 (Liam Howlett, Neil McLellan)
4. Get Up Get Off – 4:19 (testo: Twista, Shahin Badar, Juliette Lewis – musica: Liam Howlett)
5. Hotride – 4:36 (testo: Juliette Lewis – musica: Liam Howlett, Jimmy Webb)
6. Wake Up Call – 4:56 (testo: Kool Keith – musica: Liam Howlett)
7. Action Radar – 5:32 (testo: Paul "Dirtcandy" Jackson – musica: Liam Howlett)
8. Medusa's Path – 6:08 (Liam Howlett, Neil McLellan)
9. Phoenix – 4:38 (Liam Howlett, Robbie van Leeuwen)
10. You'll Be Under My Wheels – 3:56 (Liam Howlett, Neil McLellan)
11. The Way It Is – 5:46 (Liam Howlett, Rod Temperton)
12. Shoot Down – 4:32 (Liam Howlett, Neil McLellan, John Carter, Geoff Stephens, Liam Gallagher)

Traccia bonus nell'edizione giapponese
1. More Girls – 4:26 (Liam Howlett, Hubert Barclay Eaves III, James Williams, Keith Palmer)

## Formazione
Gruppo
- Liam Howlett – programmazione, tastiera, chitarra, batteria, strumentazione analogica, basso (tracce 5, 9 e 12), beat (traccia 9)
- Keith Palmer – voce (traccia 13)

Altri musicisti
- Neil McLellan – programmazione aggiuntiva, voce aggiuntiva (traccia 11)
- J. Lewis – voce (tracce 1, 4 e 5)
- Matt Robertson – stab creation (traccia 1), chitarra (traccia 9), recreation work (traccia 11)
- The Magnificent Ping Pong Bitches – voce (tracce 2 e 13)
- Princess Superstar – voce (traccia 3)
- Twista, Shahin Badar – voci (traccia 4)
- Hannah Robinson – cori (traccia 5), voce aggiuntiva (traccia 6)
- Scott Donaldson – chitarra (traccia 5)
- Kool Keith – voce (tracce 6 e 10)
- Louise Boone – voce aggiuntiva (tracce 6, 7, 9 e 11)
- Jim Hunt – flauto (traccia 6)
- Paul "Dirtcandy" Jackson – voce (traccia 7)
- Mike Horner – chitarra (tracce 7 e 12)
- Jim Davies – chitarra (tracce 10 e 13)
- Rinse – recreation work (traccia 11)
- Liam Gallagher – voce (traccia 12)
- Noel Gallagher – basso (traccia 12)

Produzione
- Liam Howlett – produzione, missaggio
- Neil McLellan – co-produzione, missaggio
- Damian Taylor – ingegneria Pro Tools
- Emily Lazar – mastering
- Dave Pemberton – co-produzione (tracce 4 e 13)
- Jan "Stan" Kybert – produzione aggiuntiva (traccia 12)

## Classifiche
| Classifica (2004)              | Posizione massima |
| ------------------------------ | ----------------- |
| Australia                      | 5                 |
| Austria                        | 8                 |
| Belgio (Fiandre)               | 8                 |
| Belgio (Vallonia)              | 16                |
| Danimarca                      | 20                |
| Finlandia                      | 7                 |
| Francia                        | 17                |
| Germania                       | 6                 |
| Irlanda                        | 3                 |
| Italia                         | 6                 |
| Norvegia                       | 5                 |
| Nuova Zelanda                  | 20                |
| Paesi Bassi                    | 4                 |
| Regno Unito                    | 1                 |
| Stati Uniti                    | 62                |
| Stati Uniti (dance/electronic) | 1                 |
| Svezia                         | 34                |
| Svizzera                       | 3                 |
| Ungheria                       | 15                |

## Utilizzo nei media
La Traccia You'll be UNDER MY WHEELS è stata utilizzata nel videogioco di corse Need For Speed Most Wanted 2005 e nel film Fast and Furious Tokyo Drift